# میل (ابنیه)

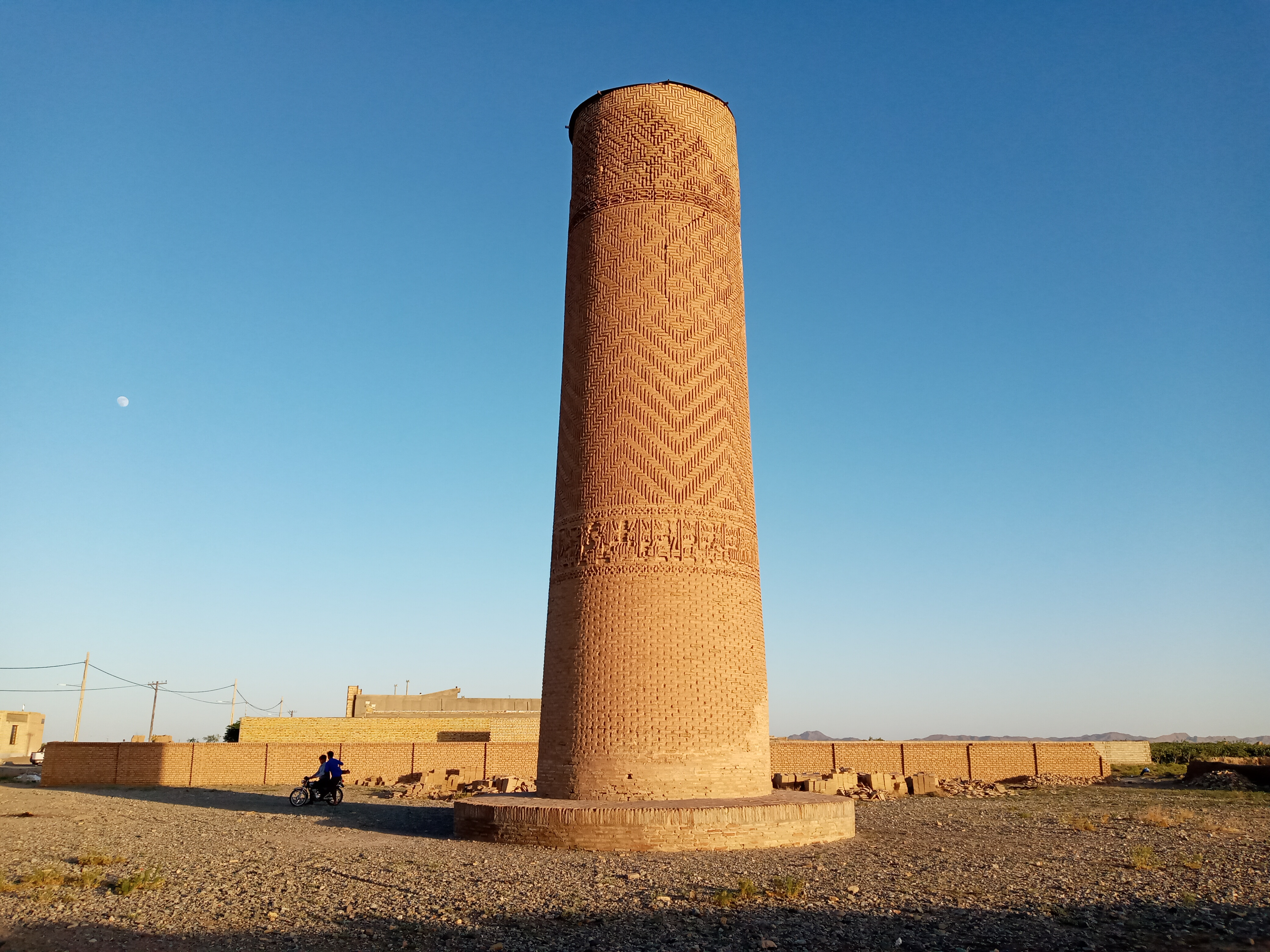
میل فیروزآباد مربوط به دوران سلجوقی در منطقه ترشیز

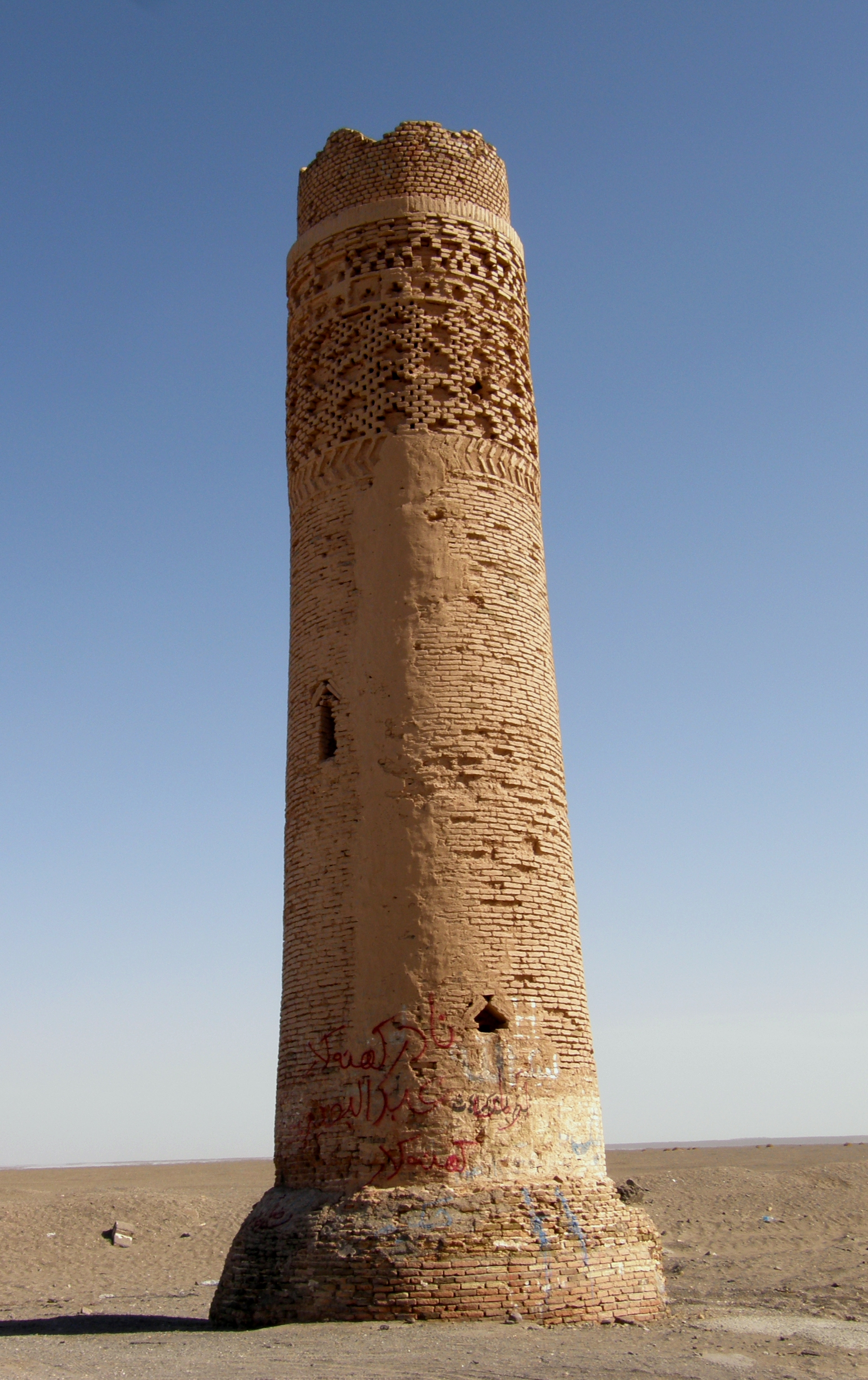
میل قاوردی متعلق به دوران سلاجقه کرمان در منطقه فهرج

میل، تک بنایی است که در قدیم به آن چراغدان و چراغ‌پایه نیز گفته می‌شده در لغت به معنای کانون یا محل نور و روشنایی و جای نار است در دوران پیش از اسلام مناره یا میل راهنما را جهت راحتی مسافران می‌ساختند. این راهنمای قافله‌ها و راهنمایان کاروان‌ها را عموماً در کنار راه‌ها و جاده‌ها می‌ساختند و در تاج آنها آتشی روشن کرده تا گمگشتگان با دیدن نور آنها در شب‌های تاریک یا روزهای مه گرفته راه را از بی‌راه تشخیص دهند. مناره‌ها یا میل‌ها، از همان ابتدای ساخت‌شان بنایی مستقل بوده‌اند و ربطی به بنایی دیگر نداشته‌اند. از میل‌ها در دوران باستان برای پیام‌رسانی، پست و راهنمایی راه‌ها استفاده می‌شده؛ هر چند تزئین‌های عالی آن‌ها جای بحث دربارهٔ کاربردشان را بازمی‌گذارد. بیشتر میل‌های ایران متعلق به سده‌های چهارم تا ششم هستند و همگی میل‌ها یک پلکان برای بالا رفتن دارند و بعضی هم (مثل منار گار) دو پلکان مارپیچی و کاملاً مجزا دارند.
از میل‌های معروف می‌توان به:
- میل فیروزآباد
- میل نادری[۲]
- میل امام[۲]
- میل خرم‌آباد[۲]
- میل استودانهای مرغاب[۲]
- میل نراق[۲]
- میل قاسم‌آباد[۲]
- مناره خسروگرد[۲]
- میل پاراچین[۲]
- میل اخنگان[۲]
- میل رادکان چناران[۲]
- میل ساوه (مناره مسجد جامع)
- مجموعه میل‌های تاریخی قم اشاره کرد.[۲]